# Sidewalk (Icehouse)
Sidewalk (Nederlands; trottoir) is het derde studioalbum van Icehouse. Het werd opgenomen in de EMI Studio in Sydney als ook in de El Dorado Studio in Los Angeles. Het is na Primitive Man van Davies alleen weer een groepsalbum. Davies probeerde de Fairlight CMI verder uit. Guy Pratt is dan ook bandlid en zou later samenwerken met onder andere David Gilmour in Pink Floyd. Overigens werden bij de cd-uitgave van 1989 wel alle musici genoemd, maar werd alleen Davies afgebeeld. 
In Australië haalde de band nog wel hits met Taking the town, Don’t believe anymore en Dusty pages, maar Nederland en België schenen de band vergeten te zijn. Noch de singles, noch het album haalde een hitnotering. In Australië haalde het de achtste plaats in de albumlijst; in Nieuw-Zeeland de tweede plaats (20 weken notering) en in Duitsland de 39e plaats in acht weken.

## Musici
- Iva Davies – zang, Fairlight, gitaar, hobo
- Guy Pratt – basgitaar, achtergrondzang
- Bob Kretschmer – gitaar, achtergrondzang
- Andy Qunta – toetsinstrumenten,
- John Lloyd – percussie, achtergrondzang
- Joe Camilleri – saxofoon
- The Remy Corps - achtergrondzang

## Muziek
| Nr. | Titel                 | Duur |
| --- | --------------------- | ---- |
| 1.  | Taking the town       | 3:34 |
| 2.  | This time             | 4:15 |
| 3.  | Someone like you      | 4:17 |
| 4.  | Stay close tonight    | 5:09 |
| 5.  | Don’t believe anymore | 5:18 |
| 6.  | Sidewalk              | 4:08 |
| 7.  | Dusty pages           | 4:48 |
| 8.  | On my mind            | 3:43 |
| 9.  | Shot down             | 5:02 |
| 10. | The mountain          | 4:52 |

Shotdown en The mountain werden door Russell Mulcahy gebruikt in zijn film Razorback. Heruitgaven van het album ging vergezeld van enkele bonustracks.